# Члени Національної академії педагогічних наук України
Члени Національної академії педагогічних наук України:
Дані про членів НАПНУ наведені на момент обрання.

## Дійсні члени
| Академік                          | Дата народження | Науковий ступінь, звання                                              | Дата обрання | Відділення                                                 | Посада | Дата смерті |
| --------------------------------- | --------------- | --------------------------------------------------------------------- | ------------ | ---------------------------------------------------------- | --- | ----------- |
| Авдієвський Анатолій Тимофійович  | 16.08.1933      | професор                                                              | 20.12.1995   | Відділення вищої освіти                                    | Національний педагогічний університет імені М. П. Драгоманова, завідувач кафедри                                                          | 24.03.2016  |
| Андрущенко Віктор Петрович        | 01.01.1949      | доктор філософських наук, професор                                    | 10.04.2003   | Відділення вищої освіти                                    | Національний педагогічний університет імені М. П. Драгоманова, ректор                                                                     |             |
| Артемчук Галік Ісакович           | 03.09.1938      | кандидат філологічних наук, професор                                  | 16.12.1999   | Відділення загальної педагогіки та філософії освіти        | Київський національний лінгвістичний університет, професор кафедри                                                                        | 01.07.2017  |
| Баженов Віктор Андрійович         | 12.07.1941      | доктор технічних наук, професор                                       | 18.11.2010   | Відділення професійної освіти і освіти дорослих            | Київський національний університет будівництва і архітектури, перший проректор                                                            | 18.05.2021  |
| Березівська Лариса Дмитрівна      | 21.09.1965      | доктор педагогічних наук, професор                                    | 11.02.2025   | Відділення загальної педагогіки та філософії освіти        | Державна науково-педагогічна бібліотека України ім. В. О. Сухомлинського, директор                                                        |             |
| Бех Іван Дмитрович                | 09.10.1940      | доктор психологічних наук, професор                                   | 16.12.1999   | Відділення загальної педагогіки та філософії освіти        | Інститут проблем виховання НАПН України, директор                                                                                         |             |
| Биков Валерій Юхимович            | 01.02.1945      | доктор технічних наук, професор                                       | 18.11.2010   | Відділення професійної освіти і освіти дорослих            | Інститут інформаційних технологій і засобів навчання НАПН України, директор                                                               |             |
| Бібік Надія Михайлівна            | 25.09.1948      | доктор педагогічних наук, професор                                    | 10.04.2003   | Відділення загальної середньої освіти                      | Інститут педагогіки НАПН України, головний науковий співробітник                                                                          |             |
| Богуш Алла Михайлівна             | 29.10.1939      | доктор педагогічних наук, професор                                    | 20.12.1995   | Відділення загальної середньої освіти                      | Південноукраїнський національний педагогічний університет імені К. Д. Ушинського, завідувач кафедри                                       |             |
| Бойчук Юрій Дмитрович             | 26.03.1970      | доктор педагогічних наук, професор                                    | 11.02.2025   | Відділення професійної освіти і освіти дорослих            | |             |
| Бондар Віталій Іванович           | 20.10.1938      | доктор педагогічних наук, професор                                    | 16.12.1999   | Відділення психології, вікової фізіології та дефектології  | Національний педагогічний університет імені М. П. Драгоманова, директор Науково-дослідного центру інклюзивної освіти ІКПП                 |             |
| Бондар Володимир Іванович         | 22.01.1936      | доктор педагогічних наук, професор                                    | 16.12.1999   | Відділення загальної педагогіки та філософії освіти        | Національний педагогічний університет імені М. П. Драгоманова, директор Інституту педагогіки і психології                                 | 28.03.2021  |
| Бондаренко Олександр Федорович    | 03.08.1951      | доктор психологічних наук, професор                                   | 20.10.2016   | Відділення психології, вікової фізіології та дефектології  | Київський національний лінгвістичний університет, завідувач кафедри                                                                       |             |
| Будак Валерій Дмитрович           | 14.09.1947      | доктор технічних наук, професор                                       | 20.10.2016   | Відділення загальної педагогіки та філософії освіти        | Миколаївський національний університет ім. В. О.Сухомлинського, ректор                                                                    |             |
| Бурда Михайло Іванович            | 02.01.1949      | доктор педагогічних наук, професор                                    | 18.11.2010   | Відділення загальної середньої освіти                      | НАПН України, головний учений секретар |             |
| Бурлачук Леонід Фокович           | 01.01.1947      | доктор психологічних наук, професор                                   | 18.11.2010   | Відділення психології, вікової фізіології та дефектології. | Київський національний університет імені Тараса Шевченка, завідувач кафедри                                                               | 26.11.2022  |
| Вашуленко Микола Самійлович       | 01.06.1941      | доктор педагогічних наук, професор                                    | 20.12.1995   | Відділення загальної середньої освіти                      | Інститут педагогіки НАПН України, головний науковий співробітник                                                                          |             |
| Ващенко Костянтин Олександрович   | 24.10.1972      | доктор політичних наук, професор                                      | 11.02.2025   | Відділення професійної освіти і освіти дорослих            | Національне агентство України з питань державної служби, голова агентства                                                                 |             |
| Грищенко Іван Михайлович          | 11.11.1956      | доктор економічних наук, професор                                     | 20.10.2016   | Відділення вищої освіти                                    | Київський національний університет технологій та дизайну, ректор                                                                          |             |
| Губерський Леонід Васильович      | 04.10.1941      | доктор філософських наук, професор                                    | 18.11.2010   | Відділення вищої освіти                                    | Київський національний університет імені Тараса Шевченка, ректор                                                                          |             |
| Гуревич Роман Семенович           | 18.03.1948      | доктор педагогічних наук, професор                                    | 20.10.2016   | Відділення професійної освіти і освіти дорослих            | Вінницький державний педагогічний університет імені Михайла Коцюбинського, директор Інституту магістратури, аспірантури, докторантури     |             |
| Гуржій Андрій Миколайович         | 14.12.1946      | доктор технічних наук, професор                                       | 16.12.1999   | Відділення професійної освіти і освіти дорослих            | НАПН України, віце-президент |             |
| Дмитриченко Микола Федорович      | 19.12.1952      | доктор технічних наук, професор                                       | 20.10.2016   | Відділення професійної освіти і освіти дорослих            | Національний транспортний університет, ректор                                                                                             |             |
| Довгий Станіслав Олексійович      | 23.07.1954      | доктор фізико-математичних наук, професор,                            | 18.11.2010   | Відділення загальної середньої освіти                      | Президент МАН України |             |
| Євтух Микола Борисович            | 26.06.1938      | доктор педагогічних наук, професор                                    | 16.12.1999   | Відділення вищої освіти                                    | НАПН України, академік-секретар Відділення вищої освіти                                                                                   | 15.06.2022  |
| Жалдак Мирослав Іванович          | 15.08.1937      | доктор педагогічних наук, професор                                    | 20.12.1995   | Відділення загальної середньої освіти                      | Національний педагогічний університет імені М. П. Драгоманова, завідувач кафедри                                                          | 26.02.2021  |
| Загірняк Михайло Васильович       | 25.09.1947      | доктор технічних наук, професор                                       | 20.10.2016   | Відділення вищої освіти                                    | Кременчуцький національний університет імені Михайла Остроградського, ректор                                                              |             |
| Зайчук Валентин Олександрович     | 27.08.1949      | кандидат педагогічних наук, професор                                  | 16.12.1999   | Відділення професійної освіти і освіти дорослих            | Верховна Рада України, керівник Апарату                                                                                                   |             |
| Закусило Олег Каленикович         | 12.09.1947      | доктор фізико-математичних наук, професор                             | 18.11.2010   | Відділення загальної середньої освіти                      | Київський національний університет імені Тараса Шевченка, перший проректор                                                                |             |
| Засенко В'ячеслав Васильович      | 05.01.1951      | доктор педагогічних наук, професор                                    | 20.10.2016   | Відділення психології, вікової фізіології та дефектології  | Інститут спеціальної педагогіки НАПН України, директор                                                                                    |             |
| Зіньковський Юрій Францевич       | 17.03.1933      | доктор технічних наук, професор                                       | 16.12.1999   | Відділення професійної освіти і освіти дорослих            | Національний технічний університет України «Київський політехнічний інститут», професор кафедри                                           |             |
| Згуровський Михайло Захарович     | 30.01.1950      | доктор технічних наук, професор                                       | 20.12.1995   | Відділення вищої освіти                                    | Національний технічний університет України «Київський політехнічний інститут», ректор                                                     |             |
| Ільченко Віра Романівна           | 18.07.1937      | доктор педагогічних наук, професор                                    | 16.12.1999   | Відділення загальної середньої освіти                      | Інститут педагогіки НАПН України, завідувач лабораторії                                                                                   |             |
| Калашнікова Світлана Андріївна    | 03.01.1970      | доктор педагогічних наук, професор                                    | 11.02.2025   | Відділення вищої освіти                                    | Інститут вищої освіти НАПН України, директор                                                                                              |             |
| Каніщенко Леонід Олексійович      | 05.01.1929      | кандидат економічних наук, професор                                   | 17.11.1992   | Відділення вищої освіти засновник Академії                 | | 02.05.2023  |
| Карамушка Людмила Миколаївнач     | 23.01.1956      | доктор психологічних наук, професор                                   | 17.12.2019   | Відділення психології, вікової фізіології та дефектології  | Інститут психології ім. Г. С. Костюка НАПН України, заступниця директора з науково-організаційної роботи та міжнародних наукових зв'язків |             |
| Ківалов Сергій Васильович         | 01.05.1954      | доктор юридичних наук, професор                                       | 10.04.2003   | Відділення вищої освіти                                    | Верховна Рада України, народний депутат України                                                                                           |             |
| Киричук Олександр Васильович      | 07.06.1929      | доктор педагогічних наук, професор                                    | 17.11.1992   | Відділення психології, вікової фізіології та дефектології  | Інститут підготовки кадрів Державної служби зайнятості України, завідувач кафедри, засновник Академії                                     | 02.02.2016  |
| Кокун Олег Матвійович             | 02.10.1968      | доктор психологічних наук, професор                                   | 11.02.2025   | Відділення психології, вікової фізіології та дефектології  | Інститут психології ім. Г. С. Костюка НАПН України, заступник директора                                                                   |             |
| Кононенко Віталій Іванович        | 09.09.1933      | доктор філологічних наук, професор                                    | 30.03.1994   | Отделение высшего образования                              | Прикарпатский национальный университет имени Василия Стефаника, заведующий кафедрой                                                       | 02.07.2024  |
| Коцур Віктор Петрович             | 19.10.1959      | доктор історичних наук, професор                                      | 18.11.2010   | Відділення загальної середньої освіти                      | ДВНЗ «Переяслав-Хмельницький державний педагогічний університет імені Григорія Сковороди», ректор                                         |             |
| Кравець Володимир Петрович        | 06.04.1947      | доктор педагогічних наук, професор                                    | 18.11.2010   | Відділення загальної педагогіки та філософії освіти        | Тернопільський національний педагогічний університет імені Володимира Гнатюка, ректор                                                     |             |
| Кремень Василь Григорович         | 25.06.1947      | доктор філософських наук, професор                                    | 20.12.1995   | Відділення загальної педагогіки та філософії освіти        | НАПН України, президент |             |
| Кузь Володимир Григорович         | 28.07.1938      | доктор педагогічних наук, професор                                    | 10.04.2003   | Відділення загальної педагогіки та філософії освіти        | Уманський державний педагогічний університет імені Павла Тичини, завідувач кафедри                                                        | 10.10.2018  |
| Кузнецов Юрій Борисович           | 16.04.1947      | доктор філологічних наук                                              | 18.11.2010   | Відділення загальної середньої освіти                      | |             |
| Курило Віталій Семенович          | 02.02.1957      | доктор педагогічних наук, професор                                    | 18.11.2010   | Відділення загальної педагогіки та філософії освіти        | Луганський національний університет імені Тараса Шевченка, ректор                                                                         |             |
| Локшина Олена Ігорівна            | 04.06.1959      | доктор педагогічних наук, професор                                    | 11.02.2025   | Відділення загальної середньої освіти                      | |             |
| Луговий Володимир Іларіонович     | 17.05.1950      | доктор педагогічних наук, професор                                    | 10.04.2003   | Відділення загальної педагогіки та філософії освіти        | НАПН України, перший віце-президент |             |
| Лук'янова Лариса Борисівна        | 17.12.1956      | доктор педагогічних наук, професор                                    | 11.02.2025   | Відділення професійної освіти і освіти дорослих            | Інститут професійної освіти і освіти дорослих НАПН України, директор                                                                      |             |
| Ляшенко Олександр Іванович        | 16.03.1950      | доктор педагогічних наук, професор                                    | 10.04.2003   | Відділення загальної середньої освіти                      | НАПН України, академік-секретар Відділення загальної середньої освіти                                                                     |             |
| Мадзігон Василь Миколайович       | 03.10.1937      | доктор педагогічних наук, професор                                    | 17.11.1992   | Відділення загальної середньої освіти засновник Академії   | |             |
| Мазаракі Анатолій Антонович       | 27.07.1950      | доктор економічних наук, професор                                     | 16.11.2006   | Відділення вищої освіти                                    | Київський національний торговельно-економічний університет, ректор                                                                        |             |
| Максименко Сергій Дмитрович       | 15.12.1941      | доктор психологічних наук, професор                                   | 20.12.1995   | Відділення психології, вікової фізіології та дефектології  | НАПН України, академік-секретар Відділення психології, вікової фізіології та дефектології                                                 | 27.07.2025  |
| Мартинюк Михайло Тадейович        | 17.11.1944      | доктор педагогічних наук, професор                                    | 20.10.2016   | Відділення загальної середньої освіти                      | Уманський державний педагогічний університет ім. Павла Тичини, завідувач кафедри                                                          |             |
| Мацько Любов Іванівна             | 09.02.1939      | доктор філологічних наук, професор                                    | 6.12.1999р   | Відділення загальної середньої освіти                      | Національний педагогічний університет імені М. П. Драгоманова, завідувач кафедри                                                          |             |
| Мельниченко Володимир Юхимович    | 20.02.1946      | доктор історичних наук                                                | 20.10.2016   | Відділення загальної педагогіки та філософії освіти        | |             |
| Мокін Борис Іванович              | 03.01.1943      | доктор технічних наук, професор                                       | 17.11.1992   | Відділення вищої освіти                                    | Вінницький національний технічний університет, професор кафедри, засновник Академії                                                       |             |
| Моляко Валентин Олексійович       | 24.07.1937      | доктор психологічних наук, професор                                   | 17.11.1992   | Відділення психології, вікової фізіології та дефектології. | Інститут психології імені Г. С. Костюка НАПН України, завідувач лабораторії                                                               |             |
| Мотренко Тимофій Валентинович     | 22.11.1948      | доктор філософських наук, професор                                    | 20.10.2016   | Відділення психології, вікової фізіології та дефектології  | Київський національний університет імені Тараса Шевченка, професор кафедри                                                                |             |
| Ничкало Нелля Григорівна          | 26.09.1939      | доктор педагогічних наук, професор                                    | 20.12.1995   | Відділення професійної освіти і освіти дорослих            | НАПН України, академік-секретар Відділення професійної освіти і освіти дорослих                                                           |             |
| Ніколаєнко Станіслав Миколайович  | 09.02.1956      | доктор педагогічних наук, професор                                    | 17.12.2019   | Відділення професійної освіти і освіти дорослих            | Національний університет біоресурсів і природокористування України, ректор                                                                |             |
| Носко Микола Олексійович          | 23.09.1953      | доктор педагогічних наук, професор                                    | 20.10.2016   | Відділення загальної середньої освіти                      | Чернігівський національний педагогічний університет імені Т. Г. Шевченка, ректор                                                          |             |
| Огнев'юк Віктор Олександрович     | 10.04.1959      | доктор філософських наук, професор,                                   | 18.11.2010   | Відділення загальної педагогіки та філософії освіти        | Київський університет імені Бориса Грінченка, ректор                                                                                      | 21.10.2022  |
| Олійник Віктор Васильович         | 10.08.1948      | доктор педагогічних наук, професор                                    | 18.11.2010   | Відділення професійної освіти і освіти дорослих            | ДВНЗ «Університет менеджменту освіти НАПН України», ректор                                                                                |             |
| Павленко Анатолій Федорович       | 11.01.1940      | доктор економічних наук, професор                                     | 10.04.2003   | Відділення вищої освіти                                    | Київський національний економічний університет імені Вадима Гетьмана, ректор                                                              | 01.12.2016  |
| Панок Віталій Григорович          | 01.02.1958      | доктор психологічних наук, професор                                   | 11.02.2025   | Відділення психології, вікової фізіології та дефектології  | Український науково-методичний центр практичної психології і соціальної роботи, директор                                                  |             |
| Пономаренко Володимир Степанович  | 07.05.1948      | доктор економічних наук, професор                                     | 11.02.2025   | Відділення вищої освіти                                    | Харківський національний економічний університет імені Семена Кузнеця, ректор                                                             |             |
| Прокопенко Іван Федорович         | 10.06.1936      | доктор педагогічних наук, професор                                    | 17.11.1992   | Відділення загальної педагогіки та філософії освіти        | Харківський національний педагогічний університет імені Г. С. Сковороди, ректор, засновник Академії                                       | 29.06.2021  |
| Пушкарьова Тамара Олексіївна      | 25.04.1962      | доктор педагогічних наук, професор                                    | 11.02.2025   | Відділення загальної середньої освіти                      | ДНУ «Інститут модернізації змісту освіти» Міністерства освіти і науки України, начальник відділу проектної діяльності                     |             |
| Радкевич Валентина Олександрівна  | 13.07.1956      | доктор педагогічних наук, професор                                    | 20.10.2016   | Відділення професійної освіти і освіти дорослих            | Інститут професійно-технічної освіти НАПН України, директор                                                                               |             |
| Рафальський Олег Олексійович      | 21.10.1959      | доктор історичних наук, професор                                      | 17.12.2019   | Відділення загальної педагогіки та філософії освіти        | Інститут політичних і етнонаціональних досліджень ім. І. Ф. Кураса НАН України, директор                                                  |             |
| Савченко Олександра Яківна        | 08.05.1942      | доктор педагогічних наук, професор                                    | 17.11.1992   | Відділення загальної середньої освіти                      | Інститут педагогіки НАПН України, головний науковий співробітник, засновник Академії                                                      | 06.11.2020  |
| Саух Петро Юрійович               | 25.05.1950      | доктор філософських наук, професор                                    | 17.11.1992   | Відділення загальної педагогіки та філософії освіти        | НАПН України, академік-секретар Відділення вищої освіти                                                                                   |             |
| Синьов Віктор Миколайович         | 14.03.1940      | доктор педагогічних наук, професор                                    | 30.03.1994   | Відділення психології, вікової фізіології та дефектології  | Національний педагогічний університет імені М.П. Драгоманова, директор Інституту корекційної педагогіки та психології                     | 15.04.2025  |
| Сисоєва Світлана Олександрівна    | 20.02.1948      | доктор педагогічних наук, професор                                    | 20.10.2016   | Відділення загальної педагогіки та філософії освіти        | НАПН України, академік-секретар Відділення загальної педагогіки та філософії освіти                                                       |             |
| Смульсон Марина Лазарівна         | 19.04.1947      | доктор психологічних наук, професор                                   | 0.10.2016    | Відділення психології, вікової фізіології та дефектології  | Інститут психології ім. Г. С. Костюка НАПН України, завідувач лабораторії                                                                 |             |
| Слюсаренко Анатолій Гнатович      | 15.08.1938      | доктор історичних наук, професор                                      | 10.04.2003   | Відділення вищої освіти                                    | Київський національний університет імені Тараса Шевченка, професор кафедри                                                                | 16.12.2024  |
| Спірін Олег Михайлович            | 21.10.1965      | доктор педагогічних наук, професор                                    | 11.02.2025   | Відділення загальної середньої освіти                      | Інститут модернізації змісту освіти, директор                                                                                             |             |
| Сухомлинська Ольга Василівна      | 29.09.1946      | доктор педагогічних наук, професор                                    | 20.12.1995   | Відділення загальної педагогіки та філософії освіти        | НАПН України, академік-секретар Відділення загальної педагогіки та філософії освіти                                                       |             |
| Таланчук Петро Михайлович         | 01.07.1938      | доктор технічних наук, професор                                       | 17.11.1992   | Відділення вищої освіти                                    | Відкритий міжнародний університет розвитку людини «Україна», президент, засновник Академії                                                |             |
| Титаренко Тетяна Михайлівна       | 29.12.1950      | доктор психологічних наук, професор                                   | 17.12.2019   | Відділення психології, вікової фізіології та дефектології  | Інститут соціальної та політичної психології НАПН України, завідувач лабораторії                                                          |             |
| Толстоухов Анатолій Володимирович | 02.01.1956      | доктор філософських наук, професор,                                   | 18.11.2010   | Відділення психології, вікової фізіології та дефектології  | Центр практичної філософії, президент |             |
| Топузов Олег Михайлович           | 25.09.1964      | доктор педагогічних наук, професор                                    | 17.12.2019   | Відділення загальної середньої освіти                      | Президія НАПН України, віце-президент |             |
| Третяк Олег Васильович            | 03.01.1942      | доктор фізико-математичних наук, професор                             | 16.12.1999   | Відділення вищої освіти                                    | Київський національний університет імені Тараса Шевченка, директор Інституту високих технологій                                           |             |
| Філіпчук Георгій Георгійович      | 19.12.1950      | доктор педагогічних наук, професор                                    | 16.12.1999   | Відділення професійної освіти і освіти дорослих            | |             |
| Цехмістер Ярослав Володимирович   | 18.11.1968      | доктор педагогічних наук, кандидат фізико-математичних наук, професор | 21.10.2016   | Відділення загальної педагогіки та філософії освіти        | Український медичний ліцей Національного медичного університету ім. О. О. Богомольця, директор                                            |             |
| Чебикін Олексій Якович            | 28.03.1949      | доктор психологічних наук, професор                                   | 20.12.1995   | Відділення психології, вікової фізіології та дефектології  | Південноукраїнський національний педагогічний університет імені К. Д. Ушинського, ректор                                                  |             |
| Чепелєва Наталія Василівна        | 14.07.1949      | доктор психологічних наук, професор                                   | 8.11.2010    | Відділення психології, вікової фізіології та дефектології  | Інститут психології імені Г. С. Костюка НАПН України, заступник директора з науково-дослідної роботи                                      |             |
| Шевченко Галина Павлівна          | 28.07.1940      | доктор педагогічних наук, професор                                    | 20.10.2016   | Відділення вищої освіти                                    | Східноукраїнський національний університет імені Володимира Даля, завідувач кафедри                                                       |             |
| Шкіль Микола Іванович             | 13.12.1932      | доктор фізико-математичних наук, професор                             | 17.11.1992   | Відділення вищої освіти                                    | Національний педагогічний університет імені М. П. Драгоманова, радник ректора, засновник Академії                                         | 14.11.2015  |
| Шут Микола Іванович               | 03.01.1942      | доктор фізико-математичних наук, професор                             | 18.11.2010   | Відділення загальної середньої освіти                      | Національний педагогічний університет імені М. П. Драгоманова, завідувач кафедри                                                          |             |
| Ярошенко Ольга Григорівна         | 22.09.1950      | доктор педагогічних наук, професор                                    | 17.12.2019   | Відділення загальної середньої освіти                      | Інститут вищої освіти НАПН України, головний науковий співробітник                                                                        |             |
| Яценко Тамара Семенівна           | 02.05.1944      | доктор психологічних наук, професор                                   | 20.12.1995   | Відділення психології, вікової фізіології та дефектології. | РВНЗ «Кримський гуманітарний університет», завідувач кафедри                                                                              |             |

## Члени-кореспонденти
| Члени-кореспондент                    | Дата народження | Науковий ступінь, звання                                        | Дата обрання | Відділення                                                | Посада | Дата смерті |
| ------------------------------------- | --------------- | --------------------------------------------------------------- | ------------ | --------------------------------------------------------- | --- | ----------- |
| Анненков Віктор Петрович              | 17.10.1936      | кандидат педагогічних наук, доцент                              | 29.01.1997   | Відділення професійної освіти і освіти дорослих           | Промислово-економічний коледж Національного авіаційного університету, заступник директора з наукової роботи                | 11.11.2024  |
| Арцишевський Роман Антонович          | 09.07.1946      | доктор філософських наук, професор                              | 30.03.1994   | Відділення загальної середньої освіти                     | Інститут соціальних наук Східноєвропейського національного університету імені Лесі Українки, завідувач кафедри             | 28.01.2017  |
| Бакіров Віль Савбанович               | 08.06.1946      | доктор соціологічних наук, професор                             | 16.11.2006   | Відділення вищої освіти                                   | Харківський національний університет імені В. Н. Каразіна, ректор                                                          |             |
| Балабанов Костянтин Васильович        | 04.10.1949      | доктор педагогічних наук, професор                              | 19.11.2010   | Відділення вищої освіти                                   | Маріупольський державний університет, ректор                                                                               |             |
| Балл Георгій Олексійович              | 24.05.1936      | доктор психологічних наук, професор                             | 11.04.2003   | Відділення психології, вікової фізіології та дефектології | Інститут психології імені Г. С. Костюка НАПН України, завідувач лабораторії                                                | 23.12.2016  |
| Балух Василь Олексійович              | 21.11.1955      | доктор історичних наук, професор                                | 19.11.2010   | Відділення загальної педагогіки та філософії освіти       | Чернівецький національний університет імені Юрія Федьковича, завідувач кафедри                                             |             |
| Берзінь Валерій Іванович              | 28.03.1943      | доктор медичних наук, професор                                  | 30.03.1994   | Відділення психології, вікової фізіології та дефектології | Національний медичний університет імені О. О. Богомольця, завідувач кафедри                                                | 06.04.2019  |
| Бобало Юрій Ярославович               | 23.07.1945      | доктор технічних наук, професор                                 | 21.10.2016   | Відділення вищої освіти                                   | Національний університет «Львівська політехніка», ректор                                                                   |             |
| Богданов Ігор Тимофійович             | 06.03.1967      | доктор педагогічних наук, професор                              | 18.12.2019   | Відділення вищої освіти                                   | |             |
| Боєчко Федір Федорович                | 13.05.1934      | доктор біологічних наук, професор                               | 30.03.1994   | Відділення загальної середньої освіти                     | Черкаський національний університет імені Богдана Хмельницького, завідувач кафедри                                         |             |
| Бойко Алла Микитівна                  | 10.10.1939      | доктор педагогічних наук, професор                              | 20.12.1995   | Відділення загальної педагогіки та філософії освіти       | Полтавський національний педагогічний університет імені В. Г. Короленка, завідувач кафедри                                 |             |
| Бондаренко Віктор Дмитрович           | 28.10.1956      | доктор філософських наук, професор                              | 19.11.2010   | Відділення психології, вікової фізіології та дефектології | Міністерство освіти і науки України, директор Департаменту атестації кадрів                                                |             |
| Бородієнко Олександра Володимирівна   | 23.10.1976      | доктор педагогічних наук, доцент                                | 18.12.2019   | Відділення професійної освіти і освіти дорослих           | |             |
| Бутенко Володимир Григорович          | 29.11.1950      | доктор педагогічних наук, професор                              | 30.03.1994   | Відділення загальної педагогіки та філософії освіти       | Херсонський національний технічний університет, завідувач кафедри                                                          |             |
| Буяк Богдан Богданович                | 26.10.1974      | доктор філософських наук, професор                              | 18.12.2019   | Відділення загальної педагогіки та філософії освіти       | |             |
| Верлань Анатолій Федорович            | 28.01.1934      | доктор технічних наук, професор                                 | 17.11.1992   | Відділення загальної середньої освіти                     | Інститут проблем моделювання в енергетиці імені Г. Є. Пухова НАН України, завідувач відділу                                | 20.02.2022  |
| Вільчковський Едуард Станіславович    | 19.01.1935      | доктор педагогічних наук, професор                              | 20.12.1995   | Відділення професійної освіти і освіти дорослих           | Східноєвропейський національний університет імені Лесі Українки, професор кафедри                                          |             |
| Волков Олег Ігоревич                  | 08.01.1944      | кандидат технічних наук, професор                               | 16.12.1999   | Відділення професійної освіти і освіти дорослих           | |             |
| Воробієнко Петро Петрович             | 29.08.1942      | доктор технічних наук, професор                                 | 19.11.2010   | Відділення загальної середньої освіти                     | Одеська національна академія зв'язку імені О. С. Попова, ректор                                                            |             |
| Гнатенко Петро Іванович               | 03.09.1937      | доктор філософських наук, професор                              | 30.03.1994   | Відділення психології, вікової фізіології та дефектології | Дніпропетровський національний університет імені Олеся Гончара, завідувач кафедри                                          |             |
| Голобородько Євдокія Петрівна         | 14.03.1937      | доктор педагогічних наук, професор                              | 30.03.1994   | Відділення загальної середньої освіти                     | КВНЗ «Херсонська академія неперервної освіти» Херсонської обласної ради, професор кафедри                                  |             |
| Голуб Володимир Володимирович         | 09.01.1946      | кандидат технічних наук, професор                               | 11.04.2003   | Відділення професійної освіти і освіти дорослих           | Адміністрація Президента України, радник Глави                                                                             | 08.10.2020  |
| Голубенко Олександр Леонідович        | 18.02.1942      | доктор технічних наук, професор                                 | 11.04.2003   | Відділення вищої освіти                                   | Східноукраїнський національний університет імені Володимира Даля, ректор                                                   |             |
| Горобець Юрій Іванович                | 01.06.1947      | доктор фізико-математичних наук, професор                       | 16.12.1999   | Відділення вищої освіти                                   | Інститут магнетизму НАН України та МОН України, заступник директора                                                        | 01.03.2021  |
| Гриньова Марина Вікторівна            | 10.03.1961      | доктор педагогічних наук, професор                              | 21.10.2016   | Відділення вищої освіти                                   | Полтавський національний педагогічний університет імені В. Г. Короленка, декан природничого факультету                     |             |
| Гузик Микола Петрович                 | 02.11.1941      | кандидат педагогічних наук                                      | 20.12.1995   | Відділення загальної середньої освіти                     | Авторська школа М. П. Гузика, директор                                                                                     | 10.11.2021  |
| Данилюк Іван Васильович               | 06.07.1969      | доктор психологічних наук, професор                             | 18.12.2019   | Відділення психології, вікової фізіології та дефектології | |             |
| Дічек Наталія Петрівна                | 30.07.1956      | доктор педагогічних наук, професор                              | 21.10.2016   | Відділення загальної педагогіки та філософії освіти       | |             |
| Доброскок Ірина Іванівна              | 28.06.1967      | доктор педагогічних наук, професор                              | 18.12.2019   | Відділення загальної середньої освіти                     | |             |
| Євдокимов Віктор Іванович             | 20.07.1942      | доктор педагогічних наук, професор                              | 30.03.1994   | Відділення загальної педагогіки та філософії освіти       | Харківський національний педагогічний університет імені Г. С. Сковороди, перший проректор                                  |             |
| Ільїн Володимир Васильович            | 28.11.1949      | доктор філософських наук, професор                              | 18.12.2019   | Відділення загальної педагогіки та філософії освіти       | |             |
| Камишин Володимир Вікторович          | 01.05.1963      | доктор педагогічних наук, професор                              | 21.10.2016   | Відділення загальної середньої освіти                     | |             |
| Камінецький Ярослав Григорович        | 28.07.1941      | кандидат економічних наук                                       | 29.01.1997   | Відділення професійної освіти і освіти дорослих           | Львівський науково-практичний центр професійно-технічної освіти НАПН України                                               | 13.09.2019  |
| Капелюшний Валерій Петрович           | 02.07.1963      | доктор історичних наук                                          | 21.10.2016   | Відділення загальної педагогіки та філософії освіти       | Київський національний університет імені Тараса Шевченка, завідувач кафедри                                                |             |
| Квєтний Роман Наумович                | 04.12.1955      | доктор технічних наук                                           | 21.10.2016   | Відділення вищої освіти                                   | Вінницький національний технічний університет, завідувач кафедри                                                           |             |
| Козяр Михайло Миколайович             | 19.11.1955      | доктор педагогічних наук, професор                              | 21.10.2016   | Відділення професійної освіти і освіти дорослих           | Львівський державний університет безпеки життєдіяльності, ректор                                                           |             |
| Колупаєва Алла Анатоліївна            | 15.03.1959      | доктор педагогічних наук, професор                              | 21.10.2016   | Відділення психології, вікової фізіології та дефектології | Інституту спеціальної педагогіки НАПН України, заступник директора                                                         |             |
| Костицький Михайло Васильович         | 14.01.1948      | доктор юридичних наук, професор                                 | 17.11.1992   | Відділення психології, вікової фізіології та дефектології | Національна академія внутрішніх справ України, професор кафедри                                                            |             |
| Коцан Ігор Ярославович                | 14.08.1960      | доктор біологічних наук, професор                               | 18.12.2019   | Відділення вищої освіти                                   | |             |
| Кузьмінський Анатолій Іванович        | 23.07.1943      | доктор педагогічних наук, професор                              | 19.11.2010   | Відділення вищої освіти                                   | Черкаський національний університет імені Богдана Хмельницького, ректор                                                    |             |
| Култаєва Марія Дмитрівна              | 02.11.1947      | доктор філософських наук, професор                              | 21.10.2016   | Відділення загальної педагогіки та філософії освіти       | Харківський національний педагогічний університет ім. Г. Сковороди, завідуюча кафедри                                      | 24.04.2024  |
| Курок Віра Панасівна                  | 03.02.1958      | доктор педагогічних наук, професор                              | 18.12.2019   | Відділення професійної освіти і освіти дорослих.          | |             |
| Кушерець Василь Іванович              | 01.02.1948      | доктор філософських наук, професор                              | 21.10.2016   | Відділення професійної освіти і освіти дорослих           | Товариство «Знання» України, голова правління                                                                              |             |
| Лозова Валентина Іванівна             | 02.03.1937      | доктор педагогічних наук, професор                              | 17.11.1992   | Відділення загальної педагогіки та філософії освіти       | Харківський національний педагогічний університет імені Г. С. Сковороди, професор кафедри                                  |             |
| Лосюк Петро Васильович                | 04.03.1936      | кандидат педагогічних наук                                      | 30.03.1994   | Відділення загальної педагогіки та філософії освіти       | Яворівська загальноосвітня школа І-ІІІ ступенів, директор                                                                  | 10.02.2020  |
| Лук'яненко Дмитро Григорович          | 08.08.1955      | доктор економічних наук, професор                               | 18.12.2019   | Відділення вищої освіти                                   | Київський національний економічний університет імені Вадима Гетьмана, ректор                                               |             |
| Малахов Валерій Павлович              | 09.07.1941      | доктор технічних наук, професор                                 | 16.12.1999   | Відділення вищої освіти                                   | Одеський національний політехнічний університет, професор кафедри                                                          |             |
| Мальований Юрій Іванович              | 27.11.1939      | кандидат педагогічних наук, старший науковий співробітник       | 20.12.1995   | Відділення загальної середньої освіти.                    | НАПН України, вчений секретар Відділення загальної середньої освіти                                                        |             |
| Мартинова Раїса Юріївна               | 18.02.1950      | доктор педагогічних наук, професор                              | 29.01.1997   | Відділення загальної середньої освіти                     | Південноукраїнський національний педагогічний університет імені К. Д. Ушинського, завідувач кафедри                        | 01.01.2025  |
| Матвієнко Ольга Василівна             | 08.03.1953      | доктор педагогічних наук, професор                              | 21.10.2016   | Відділення професійної освіти і освіти дорослих           | Київський національний лінгвістичний університет, проректор                                                                |             |
| Мельник Петро Володимирович           | 18.06.1957      | доктор економічних наук, професор                               | 19.11.2010   | Відділення професійної освіти і освіти дорослих           | Національний університет державної податкової служби України, ректор                                                       | 16.12.2018  |
| Морзе Наталія Вікторівна              | 26.06.1956      | доктор педагогічних наук, професор                              | 19.11.2010   | Відділення загальної середньої освіти                     | Київський університет імені Бориса Грінченка, проректор з інформатизації навчально-наукової та адміністративної діяльності |             |
| Москаленко Віталій Федорович          | 25.01.1949      | доктор медичних наук, професор                                  | 19.11.2010   | Відділення психології, вікової фізіології та дефектології | Національний медичний університет імені О. О. Богомольця, завідувач кафедри соціальної медицини та охороши здоров'я        |             |
| Найдьонова Любов Антонівна            | 24.11.1963      | доктор психологічних наук                                       | 21.10.2016   | Відділення психології, вікової фізіології та дефектології | Інститут соціальної та політичної психології НАПН України, заступник директора                                             |             |
| Нестеренко Ганна Дмитрівна            | 17.12.1924      | кандидат педагогічних наук                                      | 17.11.1992   | Відділення загальної середньої освіти                     | Рівненський економіко-гуманітарний інститут імені академіка Степана Дем'янчука, доцент кафедри                             | 11.09.2014  |
| Носенко Елеонора Львівна              | 06.08.1935      | доктор психологічних наук, професор                             | 17.11.1992   | Відділення психології, вікової фізіології та дефектології | Дніпропетровський національний університет імені Олеся Гончара, завідувач кафедри                                          |             |
| Олексієнко Борис Миколайович          | 02.04.1940      | доктор військових наук, професор                                | 16.12.1999   | Відділення психології, вікової фізіології та дефектології | Державна прикордонна служба України, радник Голови                                                                         |             |
| Олійник Ярослав Богданович            | 14.12.1952      | доктор економічних наук, професор                               | 11.04.2003   | Відділення вищої освіти                                   | Київський національний університет імені Тараса Шевченка, декан                                                            | 05.10.2020  |
| Падалка Олег Семенович                | 18.04.1952      | доктор педагогічних наук, професор                              | 19.11.2010   | Відділення професійної освіти і освіти дорослих           | Національний педагогічний університет імені М. П. Драгоманова, перший проректор                                            |             |
| Пархоменко Володимир Дмитрович        | 16.12.1933      | доктор технічних наук, професор                                 | 30.03.1994   | Відділення вищої освіти                                   | Інститут інтелектуальної власності Національного університету «Одеська юридична академія», директор                        | 25.06.2022  |
| Піроженко Тамара Олександрівна        | 04.02.1957      | доктор психологічних наук, професор                             | 18.12.2019   | Відділення психології, вікової фізіології та дефектології | |             |
| Пішак Василь Павлович                 | 03.11.1940      | доктор медичних наук, професор                                  | 11.04.2003   | Відділення психології, вікової фізіології та дефектології | Буковинський державний медичний університет, завідувач кафедри                                                             |             |
| Побірченко Наталія Семенівна          | 16.03.1947      | доктор педагогічних наук, професор                              | 19.11.2010   | Відділення загальної педагогіки та філософії освіти       | Уманський державний педагогічний університет імені Павла Тичини, ректор                                                    |             |
| Пометун Олена Іванівна                | 06.08.1954      | доктор педагогічних наук, професор                              | 19.11.2010   | Відділення загальної середньої освіти                     | Інститут педагогіки НАПН України, завідувач лабораторії                                                                    |             |
| Романовський Олександр Георгійович    | 26.01.1953      | доктор педагогічних наук, професор                              | 19.11.2010   | Відділення професійної освіти і освіти дорослих           | Національний технічний університет «Харківський політехнічний інститут», проректор з науково-педагогічної роботи           |             |
| Сидоренко Олександр Леонідович        | 27.06.1949      | кандидат педагогічних наук, доктор соціологічних наук, професор | 29.01.1997   | Відділення загальної педагогіки та філософії освіти       | Харківський регіональний центр оцінювання якості освіти                                                                    |             |
| Сідак Володимир Степанович            | 03.02.1938      | доктор історичних наук, професор                                | 11.04.2003   | Відділення психології, вікової фізіології та дефектології | Університет економіки і права «КРОК», проректор                                                                            | 05.12.2019  |
| Скиба Микола Єгорович                 | 01.01.1950      | доктор технічних наук, професор                                 | 19.11.2010   | Відділення професійної освіти та освіти дорослих          | Хмельницький національний університет, ректор                                                                              |             |
| Скворцова Світлана Олексіївна         | 10.09.1965      | доктор педагогічних наук, професор                              | 21.10.2016   | Відділення загальної середньої освіти                     | Південноукраїнський державний педагогічний університет ім. К. Д. Ушинського, завідувач кафедри                             |             |
| Слюсаревський Микола Миколайович      | 02.01.1949      | кандидат психологічних наук                                     | 16.12.1999   | Відділення психології, вікової фізіології та дефектології | Інститут соціальної та політичної психології НАПН України, директор                                                        |             |
| Сологуб Анатолій Іванович             | 12.07.1947      | кандидат педагогічних наук                                      | 29.01.1997   | Відділення загальної середньої освіти                     | Інститут обдарованої дитини НАПН України, радник директора                                                                 |             |
| Сотська Галина Іванівна               | 11.04.1967      | доктор педагогічних наук, професор                              | 18.12.2019   | Відділення професійної освіти і освіти дорослих           | |             |
| Соф'янц Едуард Матвійович             | 27.07.1938      | кандидат педагогічних наук, доцент                              | 20.12.1995   | Відділення загальної середньої освіти                     | Донецький обласний інститут післядипломної педагогічної освіти, радник ректора                                             | 12.12.2019  |
| Співаковський Олександр Володимирович | 28.03.1957      | доктор педагогічних наук, професор                              | 21.10.2016   | Відділення вищої освіти                                   | Херсонський державний університет, ректор                                                                                  |             |
| Степко Михайло Филимонович            | 24.01.1945      | кандидат фізико-математичних наук, професор                     | 11.04.2003   | Відділення вищої освіти                                   | Інститут вищої освіти НАПН України, директор                                                                               | 28.05.2020  |
| Татенко Віталій Олександрович         | 09.01.1947      | доктор психологічних наук, професор                             | 11.04.2003   | Відділення психології, вікової фізіології та дефектології | Інститут соціальної та політичної психології НАПН України, головний науковий співробітник                                  | 17.08.2023  |
| Терещук Григорій Васильович           | 01.10.1954      | доктор педагогічних наук, професор                              | 11.04.2003   | Відділення загальної педагогіки та філософії освіти       | Тернопільський національний педагогічний університет імені Володимира Гнатюка, перший проректор                            |             |
| Ткаченко Василь Миколайович           | 01.01.1944      | доктор історичних наук, професор                                | 16.11.2006   | Відділення професійної освіти і освіти дорослих           | НАПН України, радник Президії                                                                                              |             |
| Троцко Ганна Володимирівна            | 15.08.1947      | доктор педагогічних наук, професор                              | 16.12.1999   | Відділення загальної педагогіки та філософії освіти       | Харківський національний педаго-гічний університет імені Г. С. Сковороди, проректор з навчальної роботи                    |             |
| Тугай Анатолій Михайлович             | 24.03.1938      | доктор технічних наук, професор                                 | 16.12.1999   | Відділення вищої освіти                                   | Київський національний університет будівництва і архітектури, завідувач кафедри                                            | 22.04.2016  |
| Удод Олександр Андрійович             | 10.05.1957      | доктор історичних наук, професор                                | 19.11.2010   | Відділення загальної середньої освіти                     | Інститут інноваційних технологій і змісту освіти МОН України, директор                                                     |             |
| Хайруліна Василина Миколаївна         | 19.05.1943      | кандидат педагогічних наук                                      | 29.01.1997   | Відділення загальної педагогіки та філософії освіти       | Український коледж імені В. О. Сухомлинського, директор                                                                    |             |
| Чалий Олександр Васильович            | 17.10.1938      | доктор фізико-математичних наук, професор                       | 16.12.1999   | Відділення вищої освіти                                   | Національний медичний університет імені О. О. Богомольця, завідувач кафедри                                                |             |
| Чембержі Михайло Іванович             | 15.07.1944      | професор, народний артист України.                              | 29.01.1997   | Відділення професійної освіти і освіти дорослих           | Київська дитяча Академія мистецтв, ректор                                                                                  | 05.03.2018  |
| Шевцов Андрій Гаррієвич               | 04.10.1963      | доктор педагогічних наук, професор                              | 21.10.2016   | Відділення психології, вікової фізіології та дефектології | МОН України, директор департаменту                                                                                         |             |
| Шевчук Віктор Григорович              | 16.05.1938      | доктор медичних наук, професор                                  | 17.11.1992   | Відділення психології, вікової фізіології та дефектології | | 25.08.2024  |
| Шищенко Петро Григорович              | 08.02.1936      | доктор географічних наук, професор                              | 17.11.1992   | Відділення загальної середньої освіти                     | Київський національний університет імені Тараса Шевченка, професор кафедри                                                 |             |
| Шоробура Інна Михайлівна              | 17.07.1970      | доктор педагогічних наук, професор                              | 18.12.2019   | Відділення загальної педагогіки та філософії освіти       | |             |
| Щербак Ольга Іванівна                 | 24.07.1943      | доктор педагогічних наук, доцент                                | 16.12.1999   | Відділення професійної освіти і освіти дорослих           | Київський професійно-педагогічний коледж імені Антона Макаренка, директор                                                  |             |

## Іноземні члени
| Іноземний член                       | Ім'я мовою оригіналу                | Країна                           | Дата народження | науковий ступінь, звання                                                           | Дата обрання           | Відділення                                                      | Посада | Дата смерті |
| ------------------------------------ | ----------------------------------- | -------------------------------- | --------------- | ---------------------------------------------------------------------------------- | ---------------------- | --------------------------------------------------------------- | --- | ----------- |
| Амонашвілі Шалва Олександрович       | Амонашвили Шалва Александрович      | Російська Федерація              | 08.03.1931      | доктор психологічних наук, професор, дійсний член Російської академії освіти       | 07.12.2005             | Відділення психології, вікової фізіології та дефектології       | Завідувач лабораторії гуманної педагогіки Московського міського педуніверситету |             |
| Байденко Валентин Іванович           | Байденко Валентин Иванович          | Російська Федерація              | 15.09.1941      | доктор педагогічних наук, професор                                                 | 19.11.2010             | Відділення вищої освіти                                         | Завідувач кафедри системних досліджень освіти Дослідницького центру проблем якості підготовки спеціалістів Національного дослідницького технологічного університету «Московський інститут сталі і сплавів»                                                   | 11.11.2019  |
| Балас Роберт                         | Robert Balas                        | Республіка Польща                | 23.08.1974      | доктор наук (хаб.), професор                                                       | 07.04.2023             | Відділення психології та спеціальної педагогіки                 | Директор Інституту психології Польської академії наук |             |
| Баликбаєв Такір Оспанович            | Балыкбаев Такир Оспанович           | Республіка Казахстан             | 10.08.1957      | доктор педагогічних наук, професор                                                 | 18.03.2010             | Відділення загальної середньої освіти                           | |             |
| Беднарчик Хенрік                     | Henryk Bednarczyk                   | Республіка Польща                | 22.06.1934      | доктор наук (хаб.), професор                                                       | 11.04.2003             | Відділення педагогіки і психології професійно-технічної освіти  | Заступник директора Інституту технології експлуатації м. Радом | 30.10.2023  |
| Бондаревська Євгенія Василівна       | Бондаревская Евгения Васильевна     | Російська Федерація              | 01.01.1931      | доктор педагогічних наук, професор, дійсний член Російської академії освіти        | 11.04.2003             | Відділення педагогіки і психології професійно-технічної освіти  | Завідувачка кафедри педагогіки Ростовського державного педагогічного університету | 28.05.2017  |
| Борисенков Володимир Пантелеймонович | Борисенков Владимир Пантелеймонович | Російська Федерація              | 11.06.1939      | доктор педагогічних наук, професор, дійсний член Російської академії освіти        | 11.04.2003             | Відділення педагогіки і психології професійно-технічної освіти  | |             |
| Вентер Дьордь                        | George Venter                       | Угорська Республіка              | 06.05.1951      | доктор педагогічних наук, професор                                                 | 11.04.2003             | Відділення педагогіки і психології вищої школи                  | Завідувач кафедри педагогіки Педагогічного інституту імені Д. Бешенеї, м. Ніредьгаза |             |
| Вільш Іоланта                        | Jolanta Wilsz                       | Республіка Польща                | 19.01.1945      | доктор педагогічних наук (хаб.), професор                                          | 16.12.1999             | Відділення педагогіки і психології професійно-технічної освіти  | Професор Вищої педагогічної школи м. Ченстохова |             |
| Глива Євген Леонідович               | E. Hlywa                            | Австралія                        | 05.12.1925      | доктор філософських наук з психології                                              | 07.12.2005             | Відділення психології, вікової фізіології та дефектології       | член-кореспондент наукового товариства імені Тараса Шевченка | 05.08.2017  |
| Ян де Груф                           |                                     | Бельгія                          | 04.09.1956      |                                                                                    | 16.11.2018             | Відділення педагогіки і психології професійно-технічної освіти  | Президент Європейської асоціації освітнього права і політики, професор коледжу Європи та Тілбурзького університету (Нідерланди), експерт Європейського Союзу, Ради Європи та ЮНЕСКО у сфері освітнього законодавства, менеджменту та політики у сфері освіти |             |
| Гукаленко Ольга Володимирівна        | Гукаленко Ольга Владимировна        | Російська Федерація              | 1956            | доктор педагогічних наук, професор, член-кореспондент Російської академії освіти   | 20.03.2008             | Відділення педагогіки і психології вищої школи                  | Професор кафедри педагогіки педагогічного інституту Південного Федерального університету РФ |             |
| Гьотц Хілліг                         | Gotz Hillig                         | Федеративна Республіка Німеччина | 1938            | кандидат філософських наук                                                         | 02.04.1996             | Відділення теорії та історії педагогіки                         | Керівник лабораторії «Макаренко-реферат» Марбурзького університету | 06.06.2019  |
| Дармодєхін Сергій Володимирович      | Дармодехин Сергей Владимирович      | Російська Федерація              | 1946            | доктор соціологічних наук, професор, академік Російської академії освіти           | 07.12.2005             | Відділення теорії та історії педагогіки                         | Директор Установи Російської академії освіти «Інститут сім'ї та виховання» м. Москва |             |
| Ден Е. Девідсон                      | Dan E. Davidson                     | США                              |                 |                                                                                    | 02.04.1996             | Відділення педагогіки і психології вищої школи                  | Президент Американських рад з міжнародної освіти, професор кафедри російської мови Брин-Морського коледжу |             |
| Джу Дзін                             |                                     | Китай                            | 11.07.1965      |                                                                                    | 23.03.2018             | Відділення загальної педагогіки та філософії освіти             | Директор Міжнародного інституту Університету Хучжоу (КНР) |             |
| Жук Олександр Іванович               | Жук Александр Иванович              | Білорусь                         | 10.10.1956      | доктор педагогічних наук, професор                                                 | 18.12.2019             | Відділення вищої освіти                                         | Ректор Установи освіти «Білоруський державний педагогічний університет імені Максима Танка» |             |
| Квятковскі Стефан Міхал              | Stefan Michal Kwiatkowski           | Республіка Польща                | 21.01.1948      | доктор педагогічних наук (хаб.), професор                                          | 11.04.2003             | Відділення педагогіки і психології професійно-технічної освіти  | Президент Комітету педагогічних наук Польської академії наук, директор Інституту педагогічних досліджень |             |
| Кіпа Альберт Вадимович               | Albert Kipa                         | США                              | 10.09.1939      | професор                                                                           | 16.12.1999             | Відділення загальної середньої освіти                           | Завідувач кафедри іноземних мов Мюленберг-коледжу Пенсильванського університету |             |
| Костило Пьотр Марек                  | Piotr Marek Kostylo                 | Республіка Польща                | 1963            | доктор наук (хаб.), професор                                                       | 07.04.2023             | Відділення професійної освіти і освіти дорослих                 | Голова Польського педагогічного товариства |             |
| Кромоліцька Барбара                  | Barbara Kromolicka                  | Республіка Польща                | 01.12.1959      | доктор наук (хаб.), професор                                                       | 07.04.2023             | Відділенню філософії освіти, загальної та дошкільної педагогіки | Завідувачка Кафедри соціальної педагогіки Інституту педагогіки Щецинського університету, член Ради з соціальних справ Національної ради розвитку при Президентові Республіки Польща                                                                          |             |
| Коженьовскі Лешек Фрідерік           | Leszek Fryderyk Korzeniowski        |                                  | 17.01.1951      | доктор економічних наук (хаб.), професор                                           | 19.03.2009             | Відділення психології, вікової фізіології та дефектології       | Президент Європейської асоціації безпеки (European Association for Security) Науковий редактор загальноєвропейського наукового журналу «Безпекознавство» |             |
| Лащик Ян                             | Jan Laszczyk                        |                                  | 01.01.1951      | доктор (хаб.) гуманістичних наук, професор                                         | 21.10.2016             | Відділення професійної освіти і освіти дорослих                 | керівник Кафедри методології і педагогіки творчості Академії спеціальної педагогіки ім. Марії Гжегожевської у Варшаві |             |
| Левовицький Тадеуш                   | Tadeusz Lewowicki                   | Республіка Польща                | 02.07.1942      | доктор (хаб.) гуманістичних наук, професор                                         | 23.11.2000             | Відділення педагогіки і психології професійно-технічної освіти  | ректор Вищої педагогічної школи м. Варшава | 18.08.2024  |
| П'єр Жан Лєна                        | Pierre Jean Lena                    | Франція                          | 22.11.1937      | Член Академії наук Франції і Папської академії наук (Ватикан), професор            | 18.12.2019             | Відділення педагогіки і психології професійно-технічної освіти  | почесний професор Університету Париж-7 імені Дені Дідро та Паризької обсерваторії |             |
| Макаренко Віктор Павлович            | Макаренко Виктор Павлович           | Російська Федерація              | 01.04.1944      | доктор філософських наук, доктор політичних наук, професор                         | 16 листопада 2006      | Відділення педагогіки і психології вищої школи                  | Завідувач кафедри політичної теорії Ростовського державного університету |             |
| Мартиросян Борис Пастерович          | Мартиросян Борис Пастерович         | Російська Федерація              | 02.02.1956      | доктор педагогічних наук, професор, дійсний член РАО                               | 10.11.2011             |                                                                 | |             |
| Марцінковска Барбара                 | Barbara Marcinkowska                | Республіка Польща                | 21.08.1968      | доктор наук (хаб.), професор                                                       | 05.04.2024             | Відділення професійної освіти і освіти дорослих                 | Ректор Академії спеціальної педагогіки ім. Марії Гжегожевської |             |
| Матросов Віктор Леонідович           | Матросов Виктор Леонидович          | Російська Федерація              | 07.10.1950      | доктор педагогічних наук, професор                                                 | 16.04.2002             | Відділення педагогіки і психології вищої школи                  | Ректор Московського педагогічного державного університету | 19.01.2015  |
| Молчанов Михайло Олександрович       |                                     | Канада                           | 23.04.1961      | доктор політичних наук, професор                                                   | 5.04.2012              | Відділення вищої освіти                                         | Завідувач зафедри політичних наук Університету Сент-Томас |             |
| Надь Янош                            | Janos Nagy                          | Угорщина                         | 13.07.1951      | доктор філософії (сільсько-господарські науки), доктор академічних наук            | 16 листопада 2006 року | Відділення педагогіки і психології вищої школи                  | Проректор Дебреценського університету, президент Центру аграрних наук |             |
| Нікандров Микола Дмитрович           | Никандров Николай Дмитриевич        | ПольщаРосійська Федерація        | 20.10.1936      | доктор педагогічних наук, професор, дійсний член Російської академії освіти        | 20 грудня 1995 року    | Відділення теорії та історії педагогіки                         | Президент Російської академії освіти | 11.10.2024  |
| Єжи Нікіторовіч                      | Jerzy Nikitorowich                  | Польща                           | 19.08.1951      | професор звичайний, доктор хабілітований в галузі гуманістичних наук               | 19.12.2019             | Відділення загальної педагогіки та філософії освіти             | завідувач кафедри міжкультурної освіти Університету в Білостоку |             |
| Ева Огродська-Мазур                  | Ewa Ogrodska-Mazur                  | Польща                           | 26.11.1962      | професор, доктор хабілітований в галузі гуманістичних наук                         | 19.12.2019             | Відділення загальної педагогіки та філософії освіти             | керівник Закладу загальної педагогіки та методології досліджень Відділення етнології і наук про освіту Сілезького університету в Катовіцах |             |
| Олейнікова Ольга Миколаївна          | Олейникова Ольга Николаевна         |                                  | 1953            | доктор педагогічних наук, професор                                                 | 20 листопада 2008      | Відділення педагогіки і психології професійно-технічної освіти  | Директор Центру вивчення проблем професійної освіти |             |
| Перлін Джордж                        | George Perlin                       | Канада                           |                 | доктор філософії                                                                   | 20 листопада 2008      | Відділення педагогіки і психології вищої школи                  | Заслужений професор Школи політичних студій Університету Квінз (Кінгстон, Онтаріо) |             |
| Петришин Волтер Роман                | W. Roman Petryshyn                  | Канада                           | 26.07.1946      | доктор філософії з соціології, професор                                            | 7 грудня 2005          | Відділення психології, вікової фізіології та дефектології       | Директор Українського центру ресурсів та розвитку Коледжу Грента МакЮена (Ukrainian Resource and Development Centre Grant MacEwan College) |             |
| Альфред Прітц                        | Alfred Pritz                        | Австрійська Республіка           | 31.10.1952      | професор, доктор з психології та педагогіки                                        | 19 листопада 2010      | Відділення психології, вікової фізіології та дефектології       | Ректор Університету імені Зігмунда Фройда, Президент Світової ради психотерпевтів |             |
| Самойленко Петро Іванович            | Самойленко Петр Иванович            | Російська Федерація              | 05.07.1936      | доктор педагогічних наук, член-кореспондент Російської академії освіти             | 20 листопада 2008 року | Відділення загальної середньої освіти                           | Професор Московського державного університету технологій та управління | 2017        |
| Сліва Міхал                          | Michal Sliwa                        | Республіка Польща                | 08.01.1946      | доктор політичних наук, професор                                                   | 7 грудня 2005 року     | Відділення педагогіки і психології вищої школи                  | Професор Краківської педагогічної академії імені Комісії едукації народової |             |
| Смірнов Ігор Павлович                | Смирнов Игорь Павлович              | Російська Федерація              | 31.01.1941      | доктор філософських наук, професор                                                 | 16 грудня 1999         | Відділення педагогіки і психології професійно-технічної освіти  | директор Державної установи «Науково-дослідний інститут розвитку професійної освіти» Департаменту освіти м. Москви |             |
| Трач Роман Станіславович             | Roman Tratch                        | США                              | 06.12.1927      | доктор філософських наук, професор                                                 | 11 квітня 2005         | Відділення психології, вікової фізіології та дефектології       | Професор психології Національного університету «Києво-Могилянська академія» | 02.06.2024  |
| Федоренко Євген Васильович           | Eugene W. Fedorenko                 | США                              | 1929            | доктор філософії                                                                   | 16 грудня 1999 року    | Відділення загальної середньої освіти                           | Голова Шкільної ради при УККА в США | 01.08.2017  |
| Філіппов Володимир Михайлович        | Филиппов Владимир Михайлович        | Російська Федерація              | 05.04.1951      | доктор фізико-математичних наук, професор, дійсний член Російської академії освіти | 11 квітня 2003         | Відділення педагогіки і психології вищої школи                  | Ректор Російського університету дружби народів |             |
| Франгос Христос                      | Christos Frangos                    | Грецька Республіка               | 1936            | доктор філософії, професор                                                         | 20 грудня 1995         | Відділення теорії та історії педагогіки                         | Керівник Центру науково-теоретичних та науково-практичних досліджень з проблем виховання в Кріопілі, Халдкідікі |             |
| Цибаль-Міхальська Агнєшка            | Сybal-Michalska Agnieszka           | Республіка Польща                | 02.12.1973      | доктор наук (хаб.), професор                                                       | 18.11.2022             | Відділення філософії освіти, загальної та дошкільної педагогіки | Голова Комітету педагогічних наук Польської академії наук |             |
| Чапка Мірослав                       | Czapka Miroslaw                     | Республіка Польща                | 07.01.1969      | доктор наук з освіти, доктор економічних наук (хаб.), професор                     | 19 листопада 2010      | Відділення психології, вікової фізіології та дефектології       | Ректор Вищої школи економіки і адміністрації в Битомі |             |
| Шкляр Аркадій Хононович              | Шкляр Аркадий Хононович             | Республіка Білорусь              | 01.12.1949      | доктор педагогічних наук, професор                                                 | 16 листопада 2006      | Відділення педагогіки і психології професійно-технічної освіти  | Ректор Республіканського інституту професійної освіти Республіки Білорусь |             |
| Шльосек Франтішек                    | Szslosek Frantisek                  | Республіка Польща                | 01.10.1943      | доктор педагогічних наук, професор                                                 | 16 грудня 1999         | Відділення педагогіки і психології професійно-технічної освіти  | Директор Інституту педагогіки Академії спеціальної педагогіки імені Марії Гжегожевської |             |

## Почесні академіки
1. Аржевітін Станіслав Михайлович
2. Бар'яхтар Віктор Григорович
3. Бєліков Сергій Борисович
4. Березняк Євген Степанович
5. Большаков Володимир Іванович
6. Буринська Ніна Миколаївна
7. Вадзюк Степан Нестерович
8. Дубасенюк Олександра Антонівна
9. Жадько Віктор Олексійович
10. Імас Євгеній Вікторович
11. Кириленко Іван Григорович
12. Куліков Петро Мусійович
13. Курило Володимир Михайлович
14. Маслов Валентин Іванович
15. Морозов Олександр Михайлович
16. Нікуліна Алла Степанівна
17. Патон Борис Євгенович
18. Півняк Геннадій Григорович
19. Пішак Василь Павлович
20. Плахотник Василь Макарович
21. Походенко Анатолій Йосипович
22. Радзіховський Анатолій Павлович
23. Романовський Олександр Олексійович
24. Саннікова Ольга Павлівна
25. Скрипнюк Олександр Васильович
26. Товажнянський Леонід Леонідович
27. Хорошковська Ольга Назарівна
28. Шеремет Марія Купріянівна

## Почесні доктори
- Зігмунд Вятковскі (Польща)
- Станіслав Качор (Польща)
- Стариков Ілля Мойсейович
- Террі Сандел (Велика Британія)
- Шаталов Віктор Федорович